# Axel Kühn
Axel Kühn, född den 22 juni 1967 i Erfurt, Tyskland, är en tysk bobåkare.
Han tog OS-silver i herrarnas fyrmanna i samband med de olympiska bobtävlingarna 1992 i Albertville.